# Pelina mathisi
Pelina mathisi är en tvåvingeart som beskrevs av Clausen 1987. Pelina mathisi ingår i släktet Pelina och familjen vattenflugor. Inga underarter finns listade i Catalogue of Life.